# كارل دونيتز
كارل دونيتز؛ (بالألمانية: Karl Dönitz) (16 سبتمبر 1891 -24 ديسمبر 1980)، أميرال ألماني خلال الحقبة النازية، خلف لفترة وجيزة أدولف هتلر كرئيس للدولة الألمانية في عام 1945. لعب دورًا رئيسيًا في الحرب العالمية الثانية. أُدين بارتكاب جرائم حرب في محاكمات نورمبرغ عام 1946. 
بدأ حياته المهنية في البحرية الإمبراطورية الألمانية قبل الحرب العالمية الأولى، وفي بداية الحرب العالمية الثانية، كان ضابط الغواصة الأقدم في كريغسمارين، كان دونيتز العدو الرئيسي لقوات الحلفاء البحرية في معركة المحيط الأطلسي. منذ عام 1939 وحتى عام 1943، قاتلت الغواصات بشكل فعال لكنها خسرت في مايو 1943. أمر دونيتز غواصاته بالدخول في المعركة حتى عام 1945 لتخفيف الضغط عن الفروع الأخرى للقوات المسلحة. فُقدت 648 غواصة من طراز يو-429 بدون ناجين. بالإضافة إلى ذلك، قُتل نحو 30,000 من 40,000 رجل خدموا في تلك الغواصات. 
في 30 أبريل 1945، بعد وفاة أدولف هتلر ووفقًا لإرادة هتلر الأخيرة ووصيته، سُمّي دونيتز خليفة لهتلر كرئيس للدولة، مع لقب رئيس ألمانيا والقائد الأعلى للقوات المسلحة. في 7 مايو 1945، أمر ألفريد غودل، رئيس أركان العمليات، بالتوقيع على أدوات الاستسلام الألمانية في ريمس، فرنسا. ظل دونيتز على رأس حكومة فلنسبورغ، كما أصبحت معروفة، حتى حُلّت من قبل قوات الحلفاء في 23 مايو.
باعترافه الشخصي، كان دونيتز نازيًا مخلصًا ومؤيدًا لهتلر. كان يحمل معتقدات معادية للسامية وأصر على أن ضباط الكريغسمارين يلتزمون بآرائه السياسية. بعد الحرب، وُجهت لائحة من الاتهامات إلى دونيتز كمجرم حرب رئيسي في محاكمات نورمبرغ في ثلاث تهم: التآمر لارتكاب جرائم ضد السلام، وجرائم حرب، وجرائم ضد الإنسانية. التخطيط والشروع وشن الحروب العدوانية. حكم عليه بالسجن عشر سنوات، وبعد إطلاق سراحه عاش في قرية بالقرب من هامبورغ حتى وفاته عام 1980.

## النشأة ومهنته
وُلد دونيتز في غروناو بالقرب من برلين، ألمانيا، لآنا باير وإميل دونيتز، وهو مهندس، في عام 1891، كان لكارل أخ أكبر. في عام 1910، جُنّد دونيتز في البحرية الإمبراطورية. 
في 27 سبتمبر 1913، كُلّف دونيتز بصفته ملازم أول بالوكالة. عندما بدأت الحرب العالمية الأولى، خدم في منطقة البحر الأبيض المتوسط. في أغسطس 1914، بدأوا العمل تحت قيادة الأدميرال فيلهلم سوشون، واشتبكوا مع القوات الروسية في البحر الأسود. طلب دونيتز نقله إلى قوات الغواصة، والتي أصبحت سارية المفعول في 1 أكتوبر 1916. التحق بمدرسة الغواصة في فلنسبورغ-مورفيك. شغل منصب ضابط مراقبة في يو-39، ومن فبراير 1918 أصبح قائد يو سي-25. في 2 يوليو 1918، أصبح قائد يو بي-68، الموجودة في البحر الأبيض المتوسط. قبض البريطانيون عليه وسُجن في معسكر ريدميير بالقرب من شيفيلد، وظل أسير حرب حتى عام 1919 وفي عام 1920 عاد إلى ألمانيا. 
في 27 مايو 1916، تزوج دونيتز من ممرضة تدعى إنغبورغ ويبر (1894-1962)، ابنة الجنرال الألماني إريك ويبر (1860-1933). أنجبا ثلاثة أطفال نشأوا على أنهم مسيحيون بروتستانتيون: الابنة أورسولا (1917-1990) والأبناء كلاوس (1920-1944) وبيتر (1922-1943). قُتل ولدا دونيتز خلال الحرب العالمية الثانية.
كان هتلر قد أصدر سياسة تنص على أنه إذا فقد ضابط كبير مثل دونيتز ابنًا في المعركة وكان له أبناء آخرون في الجيش، فيمكن لهذا الأخير الانسحاب من القتال والعودة إلى الحياة المدنية.  بعد وفاة بيتر، مُنع كلاوس من القيام بأي دور قتالي وسُمح له بمغادرة الجيش لبدء الدراسة ليصبح طبيبًا بحريًا. لكنه عاد إلى البحر وقُتل في 13 مايو 1944. 

## الحرب العالمية الثانية
في 1 سبتمبر 1939، غزت ألمانيا بولندا. سرعان ما أعلنت بريطانيا وفرنسا الحرب على ألمانيا، وبدأت الحرب العالمية الثانية. يوم الأحد 3 سبتمبر، ترأس دونيتز مؤتمرًا في فيلهلمسهافن. في الساعة 11:15 صباحًا، أرسلت الأميرالية البريطانية إشارة، اعترض بي-دانست الرسالة وأُبلغ دونيتز على الفور. تجول دونيتز في أرجاء الغرفة وسمعه موظفوه يقول مرارًا وتكرارًا: يا إلهي! إنها الحرب مع إنجلترا مرة أخرى!.
تخلى دونيتز عن المؤتمر ليعود في غضون ساعة رجلاً أكثر اتزانًا، وأعلن لضباطه: نحن نعرف عدونا، لدينا اليوم السلاح والقيادة التي يمكنها مواجهة هذا العدو، ستستمر الحرب لفترة طويلة، ولكن إذا قام كل منا بواجبه، فسننتصر. كان لدى دونيتز 57 قاربًا فقط، كان 27 منهم فقط قادر على الوصول إلى المحيط الأطلسي من القواعد الألمانية. كان هناك بالفعل برنامج بناء صغير قيد التنفيذ ولكن عدد غواصات يو لم يرتفع بصورة ملحوظة حتى خريف عام 1941. 
كان أول عمل رئيسي لدونيتز هو التستر على غرق سفينة الركاب البريطانية أثينيا في وقت لاحق من نفس اليوم، بالإضافة إلى مقتل أكثر من 100 مدني، وأخفى دونيتس حقيقة أن الغواصة الألمانية غرقت السفينة. قبل تفسير القائد بأنه يعتقد حقًا أن السفينة كانت مسلحة، أمر دونيتز بحذف الحادثة من سجل الغواصة، لم يعترف دونيتس بالتستر حتى عام 1946. 
في 23 سبتمبر 1939، وافق هتلر، بناءً على توصية من الأدميرال، على أن جميع السفن التجارية التي تستخدم شبكاتها اللاسلكية عند إيقافها بواسطة غواصات يو يجب إغراقها أو أسرها. شكّل هذا الأمر الألماني خطوة كبيرة نحو حرب غير مقيدة. وفي 2 أكتوبر، مُنحت الحرية الكاملة لمهاجمة السفن التي تواجدت قبالة السواحل البريطانية والفرنسية. في 17 أكتوبر، أعطى طاقم البحرية الألمانية الإذن لمراكب يو للهجوم جميع السفن التي اعتُبرت أنها معادية دون تحذير مُسبق. وُسعت المنطقة التي يمكن فيها مهاجمة السفن بحرية كاملة إلى 20 درجة غربًا في 19 أكتوبر. من الناحية العملية، كانت القيود الوحيدة المفروضة على غواصات يو تتعلق بالهجمات على سفن الركاب، وفي 17 نوفمبر، سُمح لها أيضًا بالهجوم عليها دون سابق إنذار إذا كان من الواضح أنها معادية.
بحلول نوفمبر 1939، كانت غواصات يو تمارس حربًا غير مقيدة. حذر الألمان من دخول المنطقة التي كان فيها قانون الحياد الأمريكي محظورًا على الملاحة الأمريكية، ومن التحرك بدون أضواء أو التعرج أو اتخاذ أي احتياطات دفاعية. لم تُطبّق الممارسة الكاملة للحرب غير المقيدة خوفًا من القوى المحايدة، وخاصة الأمريكيين. لطالما رغب كل من الأدميرال ودونيتز ورئيس الأركان البحرية الألمانية في شن حرب غير مقيدة بأسرع ما يمكن وإقناع هتلر بقبول العواقب المحتملة. 
ضغط الأدميرال ودونيتز على هتلر لزيادة الإنتاج المخطط للغواصات إلى 29 على الأقل شهريًا. كانت العقبة المباشرة أمام المقترحات هي هيرمان غورينغ، رئيس الخطة الرباعية، والقائد العام والخلف المستقبلي لهتلر. لم يرضخ غورينغ، وفي مارس 1940، أُجبروا على تخفيض الرقم من 29 إلى 25، ولكن حتى هذه الخطة أثبتت أنها وهمية. في النصف الأول من عام 1940، أُضيف زورقين، وزاد العدد إلى ستة في النصف الأخير من العام. لم يبدأ عدد السفن في الزيادة بسرعة حتى أواخر عام 1941. من سبتمبر 1939 حتى مارس 1940، فُقدت 15 غواصة من طراز يو-9. 

## روابط خارجية
- كارل دونيتز على موقع IMDb (الإنجليزية)
- كارل دونيتز على موقع الموسوعة البريطانية (الإنجليزية)
- كارل دونيتز على موقع مونزينجر (الألمانية)
- كارل دونيتز على موقع قاعدة بيانات الأفلام السويدية (السويدية)
- كارل دونيتز على موقع إن إن دي بي (الإنجليزية)
- كارل دونيتز على موقع ديسكوغز (الإنجليزية)
- كارل دونيتز على موقع قاعدة بيانات الفيلم (الإنجليزية)